# Eveni
Eveni  (u prošlosti poznati kao  Lamuti) su tunguski narod koji živi u Sibiru na ruskom Dalekom istoku. Žive u Magadanskoj oblasti, Kamčatskom kraju i sjevernom dijelu Jakutske Republike istočno od rijele Lene.
Prema popisu stanovništva iz 2002. u Rusiji je živjelo 19.071 Even, dok ih je prema popisu 2010. godine bilo 22.383. Govore vlastiti evenskim jezikom iz tunguske skupine jezika. Prema podrijetlu i kulturi vrlo su slični narodu Evenki. Službeno su pravoslavne vjere od 19. stoljeća, ali su uspjeli sačuvati različite oblike nekršćanskih vjerovanja, kao što je šamanizam. Eveni su tradicionalno nomadski narod koji živi od uzgoja sobova, ribolova i lova. Tradicionalni smještaj sastoji se od stožastog šatora koji je prekriven životinjskim kožama. U južnim obalnim područjima, korištene su riblje kože. Eveni u naseljima obrađuju zemlju i koriste zemunice. 
Vrijeme Sovjetskog Saveza obilježilo je značajne promjene. Sovjeti su stvorili pisani jezik za Evene. Mnogi Eveni odlučili su se pridružiti kolhozu gdje su sudjelovali u stočarstvu i poljoprivredi.